# Philemon diemenensis
Philemon diemenensis é uma espécie de ave da família Meliphagidae.
É endémica de Nova Caledónia.